# بوم‌شناسی فرهنگی
بوم‌شناسی فرهنگی (به انگلیسی: Cultural ecology) به مطالعه سازگاری انسان با محیط‌های اجتماعی و فیزیکی می‌پردازد. سازگاری انسان به هر دو فرایند زیستی و فرهنگی اشاره دارد که جمعیت را قادر می‌سازد در یک محیط معین یا در حال تغییر، زنده بمانند و تولید مثل کنند. این ممکن است به صورت دیاکرونیک (بررسی جاندارانی که در دوره‌های مختلف وجود داشته‌اند) یا به صورت همزمان (بررسی یک سیستم کنونی و اجزای آن) انجام شود. بحث اصلی این است که محیط طبیعی، در مقیاس کوچک یا جوامع معیشتی که تا حدی به آن وابسته هستند، سهم عمده‌ای در سازمان اجتماعی و سایر نهادهای انسانی دارد. در قلمرو دانشگاهی، هنگامی که با مطالعه اقتصاد سیاسی، مطالعه اقتصاد به عنوان سیاست ترکیب می‌شود، به بوم‌شناسی سیاسی، یکی دیگر از زیر شاخه‌های دانشگاهی تبدیل می‌شود. این زمینه، همچنین به بررسی رویدادهای تاریخی مانند سندرم جزیره ایستر کمک می‌کند.